# Next (The Sensational Alex Harvey Band-album)
Az 1973-as Next a The Sensational Alex Harvey Band második nagylemeze. Külön CD-n jelent meg, de széles körben elérhető volt egy kettő az egyben kiadás, a Framed albummal együtt. Szerepel az 1001 lemez, amit hallanod kell, mielőtt meghalsz című könyvben.

## Az album dalai
| 1. | Swampsnake       | Alex Harvey, Hugh McKenna | 4:54 |
| 2. | Gang Bang        | Harvey, McKenna           | 4:42 |
| 3. | The Faith Healer | Harvey, McKenna           | 7:21 |

| 1. | Giddy Up a Ding Dong          | Freddie Bell, Joey Lattanzi          | 3:14 |
| 2. | Next                          | Jacques Brel, Mort Shuman, Eric Blau | 4:02 |
| 3. | Vambo Marble Eye              | Alex Harvey Band                     | 4:25 |
| 4. | The Last of the Teenage Idols | Harvey, McKenna, Zal Cleminson       | 7:15 |

## Közreműködők

### Együttes
- Alex Harvey – ének, szájharmonika, gitár
- Zal Cleminson – gitár
- Chris Glen – basszusgitár
- Hugh McKenna – elektromos zongora, orgona, zongora
- Ted McKenna – dob

### Produkció
- Peter Coleman – hangmérnök
- Phil Wainman – producer
- David Batchelor – a producer asszisztense, háttérvokál

## Fordítás
Ez a szócikk részben vagy egészben a Next (The Sensational Alex Harvey Band album) című angol Wikipédia-szócikk ezen változatának fordításán alapul.  Az eredeti cikk szerkesztőit annak laptörténete sorolja fel. Ez a jelzés csupán a megfogalmazás eredetét és a szerzői jogokat jelzi, nem szolgál a cikkben szereplő információk forrásmegjelöléseként.